# Roman Wegnerowicz
Roman Wegnerowicz (ur. 9 sierpnia 1883 w Warszawie, zm. 24 października 1950 w Pointe-Saint-Charles, Montreal) – polski publicysta, żołnierz, urzędnik konsularny i dyplomata.
Kierował Związkiem Walki Czynnej w Warszawie, członek PPS, legionista. W polskiej służbie zagranicznej od 1918, w której pełnił następujące funkcje – sekretarza Misji Politycznej w Czechach z siedzibą w Pradze (1918–1919), urzędnika MSZ (1919–1926), konsula w Marsylii (1926–1932), konsula generalnego w Stambule (1932–1934), radcy handlowego w Ankarze (1933–1937), kier. kons. gen. w Trieście (1937–1939). W 1943 emigrował do Kanady, gdzie zajął się farmerstwem w Fulford pod Montrealem. Pochowany na Cmentarzu Matki Bożej Śnieżnej (Cimetière Notre-Dame-des-Neiges) w Montrealu.